# Giltner
Giltner é uma vila localizada no estado americano de Nebraska, no Condado de Hamilton.

## Demografia
Segundo o censo americano de 2000, a sua população era de 389 habitantes.
Em 2006, foi estimada uma população de 407, um aumento de 18 (4.6%).

## Geografia
De acordo com o United States Census Bureau, a localidade tem uma área de 0,8 km², sem área coberta por água. Giltner localiza-se a aproximadamente 559 m acima do nível do mar.

## Localidades na vizinhança
O diagrama seguinte representa as localidades num raio de 20 km ao redor de Giltner.